# Capira
Capira est un corregimiento situé dans le district homonyme, dans la province de Panama Ouest, au Panama. En 2010, la localité comptait 5 181 habitants.